# Noah Beery
Pour les articles homonymes, voir Beery.
Noah Beery Sr. est un acteur américain né le 17 janvier 1882 à Kansas City, Missouri (États-Unis), mort le 1er avril 1946 à Beverly Hills (Californie).

## Biographie
Frère de Wallace Beery, et père de Noah Beery Jr..

## Filmographie

### Années 1910
- 1913 : The Influence of a Child (en)
- 1916 : The Social Highwayman (it) d'Edwin August : Hugh Jaffray
- 1916 : The Human Orchid de C. C. Field
- 1917 : A Mormon Maid (en) de Robert Z. Leonard : Darius Burr
- 1917 : Sacrifice de Frank Reicher : Count Wenzel
- 1917 : The Chosen Prince, or The Friendship of David and Jonathan de William V. Mong : Saul
- 1917 : The Hostage de Robert Thornby : Boyadi
- 1917 : The Clever Mrs. Carfax (en) de Donald Crisp : Adrian Graw
- 1917 : Molly Entangled (en) de Robert Thornby : Shawn, the Smithy
- 1918 : His Robe of Honor de Rex Ingram : 'Boss' Nordhoff
- 1918 : La Blessure qui sauve (The Hidden Pearls) de George Melford : Teariki
- 1918 : Le Rachat suprême (The Whispering Chorus) de Cecil B. DeMille : Longshoreman
- 1918 : Un drame au pays de l'ivoire (en) (The White Man's Law) de James Young : Dr Robinson
- 1918 : Social Ambition de Wallace Worsley : Big Dan Johnson
- 1918 : Believe Me, Xantippe (en) de Donald Crisp : Sheriff Kamman
- 1918 : Less Than Kin (it) de Donald Crisp : Senor Cortez
- 1918 : The Source de George Melford : John Nord
- 1918 : Too Many Millions (it) de James Cruze : R.A. Bass
- 1918 : Le Mari de l'Indienne (The Squaw Man), de Cecil B. DeMille : Tabywana
- 1919 : Vicky Van (en) de Robert G. Vignola : Randolph Schuyler
- 1919 : Under the Top (en) de Donald Crisp : Prof. De Como
- 1919 : Johnny Get Your Gun (en) de Donald Crisp : Town Marshal
- 1919 : La Lanterne rouge (The Red Lantern) d'Albert Capellani : Dr Sam Wang
- 1919 : Un jeune homme trop rangé (A Very Good Young Man) de Donald Crisp : Blood
- 1919 : Louisiana de Robert G. Vignola : Lem Rogers
- 1919 : La Vallée des géants (The Valley of the Giants) de James Cruze : Black Minorca
- 1919 : In Mizzoura (en) de Hugh Ford : Jo Vernon
- 1919 : Everywoman de George Melford : Bluff

### Années 1920
- 1920 : Les Mutinés de l'Elsinore (The Mutiny of the Elsinore) d'Edward Sloman
- 1920 : L'Aveugle de Twin-Forth (The Sagebrusher) d'Edward Sloman : Sim Gage
- 1920 : The Fighting Shepherdess d'Edward José et Millard Webb : Mormon Joe
- 1920 : Le loup de mer (The Sea Wolf) de George Melford : 'Wolf' Larsen, the Sea Wolf
- 1920 : Le Système du Docteur Ox (Go and Get It) de Marshall Neilan et Henry Roberts Symonds : Dr Ord
- 1920 : Love Madness de Joseph Henabery : Jack Frost
- 1920 : The Scoffer d'Allan Dwan : Boorman
- 1920 : Grain de son (Dinty) de Marshall Neilan
- 1920 : Le Signe de Zorro (The Mark of Zorro), de Fred Niblo et Theodore Reed : Sgt. Pedro Gonzales
- 1921 : Why Tell?
- 1921 : Bob Hampton of Placer de Marshall Neilan : Red Slavin
- 1921 : Beach of Dreams de William Parke : Jack Raft
- 1921 : Bits of Life de Marshall Neilan : Hindoo
- 1921 : L'Appel du nord (en) (The Call of the North) de Joseph Henabery : Galen Albret
- 1921 : Lotus Blossom de Frank Grandon et James B. Leong: Tartar Chief
- 1922 : Le Roman de cousine Laure (Tillie) de Frank Urson : Jacob Getz
- 1922 : Viviane (Wild Honey) de Wesley Ruggles : Henry Porthen
- 1922 : Belle of Alaska de Chester Bennett : Wade Harkin
- 1922 : The Lying Truth de Marion Fairfax : Lawrence De Muidde
- 1922 : The Heart Specialist (en) de Frank Urson : Dr Thomas Fitch
- 1922 : Fiancé malgré lui (The Crossroads of New York) de F. Richard Jones : James Flint
- 1922 : I Am the Law (en) d'Edwin Carewe : Sgt. Georges Mordeaux
- 1922 : Cœur de père (Flesh and Blood) d'Irving Cummings : Li Fang
- 1922 : The Power of Love, de Nat G. Deverich et Harry K. Fairall : Don Almeda
- 1922 : Un jeune amour (Youth to Youth) d'Émile Chautard : Brutus Tawney
- 1922 : Good Men and True (en) de Val Paul (en) : S.S. Thorpe
- 1922 : Ebb Tide de George Melford : Richard Attwater
- 1922 : Omar the Tentmaker de James Young : The shah of shahs
- 1923 : Dangerous Trails (en) d'Alan James : Insp. Criswell
- 1923 : L'Araignée et la Rose (The Spider and the Rose) de John McDermott : Maître Renaud
- 1923 : Stormswept de Robert Thornby : Shark Moran
- 1923 : Quicksands de Jack Conway : 'Silent' Krupz
- 1923 : La Rue des vipères (Main Street), de Harry Beaumont : Adolph Valborg
- 1923 : L'Âme de la bête (Soul of the Beast) de John Griffith Wray : Caesar Durand
- 1923 : Wandering Daughters de James Young : Charle Horton
- 1923 : Forbidden Lover de Nat G. Deverich
- 1923 : La Brebis égarée (The Spoilers), de Lambert Hillyer : Alex McNamara
- 1923 : Tipped Off (en) de Finis Fox : Chang Wo
- 1923 : Destroying Angel de W. S. Van Dyke : Curtis Drummond
- 1923 : Jusqu'au dernier homme (To the Last Man) de Victor Fleming : Colter
- 1923 : His Last Race (en)  de B. Reeves Eason et Howard Mitchell : Packy Sloane
- 1923 : When Law Comes to Hades
- 1923 : Desire, de Rowland V. Lee : Hop Lee
- 1923 : La Première Aventure de Douglas Fairbanks Junior (Stephen Steps Out) de Joseph Henabery : Muley Pasha
- 1923 : L'Appel de la vallée (The Call of the Canyon) de Victor Fleming : Haze Ruff
- 1924 : The Heritage of the Desert (en) d'Irvin Willat : Holderness
- 1924 : Le Capitaine Blake (The Fighting Coward) de James Cruze : Capitaine Blackie
- 1924 : Le Vagabond du désert (Wanderer of the Wasteland) d'Irvin Willat : Dismukes
- 1924 : Welcome Stranger de James Young : Icabod Whitson
- 1924 : Lily of the Dust de Dimitri Buchowetzki : Col. Mertzbach
- 1924 : La Fille de la brousse (The Female) de Sam Wood : Barend de Beer
- 1924 : North of 36 d'Irvin Willat : Slim Rudabaugh
- 1925 : À l'ombre des pagodes (East of Suez) de Raoul Walsh : British Consul
- 1925 : Contraband (en) d'Alan Crosland : Deputy Jenney
- 1925 : The Thundering Herd : Randall Jett
- 1925 : Old Shoes : The Stepfather
- 1925 : Matador (The Spaniard) de Raoul Walsh : Gómez
- 1925 : The Light of Western Stars : Brand
- 1925 : Blanco, cheval indompté (Wild Horse Mesa) de William K. Howard : Bud McPherson
- 1925 : L'Homme du ranch (en) (The Coming of Amos) de Paul Sloane : Ramón Garcia
- 1925 : La Race qui meurt (The Vanishing American) de George B. Seitz : Booker
- 1925 : Lord Jim de Victor Fleming : Captain Brown
- 1926 : The Enchanted Hill (en) d'Irvin Willat : Jake Dort
- 1926 : The Crown of Lies de Dimitri Buchowetzki : Count Mirko
- 1926 : Les Briseurs de joie (Padlocked) d'Allan Dwan : Henry Gilbert
- 1926 : Beau Geste, de Herbert Brenon : Sgt. Lejaune
- 1926 : Paradise d'Irvin Willat : Quex
- 1927 : Un homme en habit (Evening Clothes) de Luther Reed : Lazarre
- 1927 : The Rough Riders de Victor Fleming : Hell's Bells
- 1927 : The Love Mart de George Fitzmaurice : Captain Remy
- 1927 : Colombe (The Dove) de Roland West : Don José María y Sandoval
- 1928 : Le Spahi (Beau Sabreur) de John Waters : Sheikh El Hammel
- 1928 : Le Masque de cuir (Two Lovers) de Fred Niblo : The Duke of Azar
- 1928 : Hellship Bronson de Joseph E. Henabery: Captain Ira Bronson
- 1928 : Passion Song d'Harry O. Hoyt : John Van Ryn
- 1928 : L'Arche de Noé (Noah's Ark), de Michael Curtiz : Nickoloff / King Nephiliu
- 1929 : Love in the Desert (it) de George Melford : Abdullah
- 1929 : Linda de Mrs. Wallace Reid : Armstrong Decker
- 1929 : La Fille sans dieu (The Godless Girl), de Cecil B. DeMille : The Brute
- 1929 : False Fathers d'Horace B. Carpenter : Parson)
- 1929 : Careers de John Francis Dillon : The President
- 1929 : Les Quatre Plumes blanches (The Four Feathers), de Merian C. Cooper : Slave trader
- 1929 : L'Île des navires perdus (The Isle of Lost Ships) d'Irvin Willat : Captain Peter Forbes
- 1929 : Two O'Clock in the Morning, d'Irvin Willat
- 1929 : The Show of Shows, de John G. Adolfi : The Pirate Number and Rifle Execution sketch

### Années 1930
- 1930 : Isle of Escape (en) d'Howard Bretherton : Shane
- 1930 : Mammy, de Michael Curtiz : Tonopaw Red
- 1930 : Sous le ciel du Texas (Under a Texas Moon), de Michael Curtiz : Jed Parker
- 1930 : Murder Will Out de Clarence G. Badger : Lt. Concon
- 1930 : Le Chant de la flamme (Song of the Flame), d'Alan Crosland : Konstantin
- 1930 : Golden Dawn, de Ray Enright : Shep Keyes
- 1930 : Oh, Sailor Behave (en) Archie Mayo : Romanian General
- 1930 : The Way of All Men de Frank Lloyd : Stratton
- 1930 : Big Boy (en) d'Alan Crosland : Bully John Bagby
- 1930 : Bright Lights (en) de Michael Curtiz : Miguel Parada
- 1930 : The Love Trader (en) de Joseph Henabery : Captain Morton
- 1930 : Les Renégats (Renegades) de Victor Fleming : Machwurth
- 1930 : A Soldier's Plaything de Michael Curtiz Captain John Plover
- 1930 : Tol'able David de John G. Blystone : Luke
- 1931 : Le Millionnaire (The Millionaire), de John G. Adolfi : L. Peterson
- 1931 : Honeymoon Lane (en) de William James Craft : Tom Baggott
- 1931 : Homicide Squad (it) d'Edward L. Cahn et George Melford : Captain Buckley
- 1931 : Shanghaied Love (en) de George B. Seitz : Captain 'Black Yankee' angus Swope
- 1931 : Amour et Devoir (In Line of Duty) de Bert Glennon : Jean Duchene
- 1931 : Riders of the Purple Sage d'Hamilton McFadden : le juge Dyer
- 1932 : Long Loop Laramie
- 1932 : The Drifter, de William A. O'Connor : John McNary
- 1932 : Running Hollywood de Charles Lamont
- 1932 : The Stoker (en) de Chester M. Franklin : Santini
- 1932 : Stranger in Town : Hilliker
- 1932 : Cornered de B. Reeves Eason : Laughing Red Slavens
- 1932 : No Living Witness (en) d'E. Mason Hopper : Clyde Corbin
- 1932 : Out of Singapore de Charles Hutchison : 1st Mate Woolf Barstow
- 1932 : La Grande Panique (The Big Stampede) de Tenny Wright : Sam Crew
- 1932 : Apache, cheval de la mort (en) (The Devil Horse) d'Otto Brower : Canfield
- 1932 : Kid d'Espagne (The Kid from Spain), de Leo McCarey : Alonzo Gomez
- 1933 : Lady Lou (She Done Him Wrong), de Lowell Sherman : Gus Jordan
- 1933 : La Ruée fantastique (Thundering Herd) de Henry Hathaway : Randall Jett
- 1933 : The Flaming Signal de George Jeske et Charles E. Roberts : Otto von Krantz
- 1933 : Sunset Pass, de Henry Hathaway : Marshal Blake
- 1933 : The Woman I Stole d'Irving Cummings : Gen. Rayon
- 1933 : Easy Millions de Fred C. Newmeyer
- 1933 : Fighting with Kit Carson de Colbert Clark et Armand Schaefer : Cyrus Kraft
- 1933 : Laughing at Life (en) de Ford Beebe : Hauseman
- 1933 : Man of the Forest, de Henry Hathaway : Clint Beasley
- 1933 : To the Last Man, de Henry Hathaway : Jed Colby
- 1934 : Madame Spy (en) de Roy William Neill : Gen. Philipow
- 1934 : David Harum de James Cruze : Gen. Woolsey
- 1934 : Mystery Liner de William Nigh : Captain John Holling
- 1934 : Kentucky Kernels (en) de George Stevens : Colonel Wakefield
- 1934 : Cockeyed Cavaliers (en) de Mark Sandrich : Baron Moxford
- 1934 : Happy Landing de Robert N. Bradbury : Captain Terris
- 1934 : Cœur de tzigane (Caravan) d'Erik Charell : l'aubergiste
- 1934 : L'Héritage du chercheur d'or ou La Mine d'or perdue (The Trail Beyond), de Robert N. Bradbury : George Newsome
- 1934 : Un soir en scène (Sweet Adeline) de Mervyn LeRoy : Sultan in the Show
- 1935 : King of the Damned de Charles Bennett : Mooche
- 1936 : Someone at the Door (en) d'Herbert Brenon : Capel
- 1936 : The Marriage of Corbal (en) de Karl Grune : The Sergeant
- 1936 : I Live Again (en) d'Arthur Maude : Morton Meredith
- 1936 : The Frog (en) de Jack Raymond : Joshua Broad
- 1936 : The Crimson Circle (en) de Reginald Denham : Felix Marl
- 1936 : Strangers on Honeymoon d'Albert de Courville : Redbeard
- 1937 : Our Fighting Navy (en) de Norman Walker (en) : The Presidente of Mirandia
- 1937 : The Avenging Hand de Victor Hanbury : Lee Barwell
- 1937 : Zorro Rides Again, de William Witney et John English : J.A. Marsden
- 1937 : Arizona Bill (The Bad Man of Brimstone) de J. Walter Ruben : Ambrose Crocker, the bartender
- 1938 : La Belle Cabaretière (The Girl of the Golden West), de Robert Z. Leonard : le général (dans le prologue)
- 1938 : Panamint's Bad Man de Ray Taylor : King Gorman
- 1939 : Mexicali Rose de George Sherman : Valdez
- 1939 : Mutinerie sur le 'Black Hawk' (Mutiny on the Blackhawk)  de Christy Cabanne : Captain of the 'Blackhawk'

### Années 1940
- 1940 : Pioneers of the West (en) de Lester Orlebeck (en) : Judge Platt
- 1940 : Grandpa Goes to Town de Gus Meins : Sam
- 1940 : Adventures of Red Ryder (en) de William Witney te John English : Ace Hanlon
- 1940 : The Tulsa Kid de George Sherman : Montana Smith
- 1941 : A Missouri Outlaw de George Sherman : Sheriff Ben Dixon
- 1942 : The Devil's Trail de  Lambert Hillyer : 'Bull' McQuade
- 1942 : Isle of Missing Men (en) de Richard Oswald : Captain Sanchez (replaced by Ernie Adams)
- 1942 : Overland Mail (en) de Ford Beebe et John Rawlins : Frank Chadwick
- 1942 : Outlaws of Pine Ridge de William Witney : 'Honest' John Hollister
- 1942 : Pardon My Gun de William Berke : Judge W. B. Hackett
- 1942 : Tennessee Johnson, de William Dieterle : Sheriff Cass
- 1943 : Carson City Cyclone (en) d'Howard Bretherton : Judge Phalen
- 1943 : Clancy Street Boys (en) de William Beaudine : Pete Monahan
- 1943 : Salute to the Marines (en) de S. Sylvan Simon : Adjutant
- 1943 : Mr. Muggs Steps Out (en) de William Beaudine : Judge
- 1944 : Million Dollar Kid de Wallace Fox : Captain Mathews
- 1944 : Block Busters (en) de Wallace Fox : Judge
- 1944 : Barbary Coast Gent (en) de Roy Del Ruth : Pete Hanibal
- 1944 : Gentle Annie d'Andrew Marton : Hansen
- 1945 : This Man's Navy de William A. Wellman : Joe Hodum
- 1945 : Sing Me a Song of Texas de Vernon Keays : Charley Bronson